# Sabine Schneider (Künstlerin)

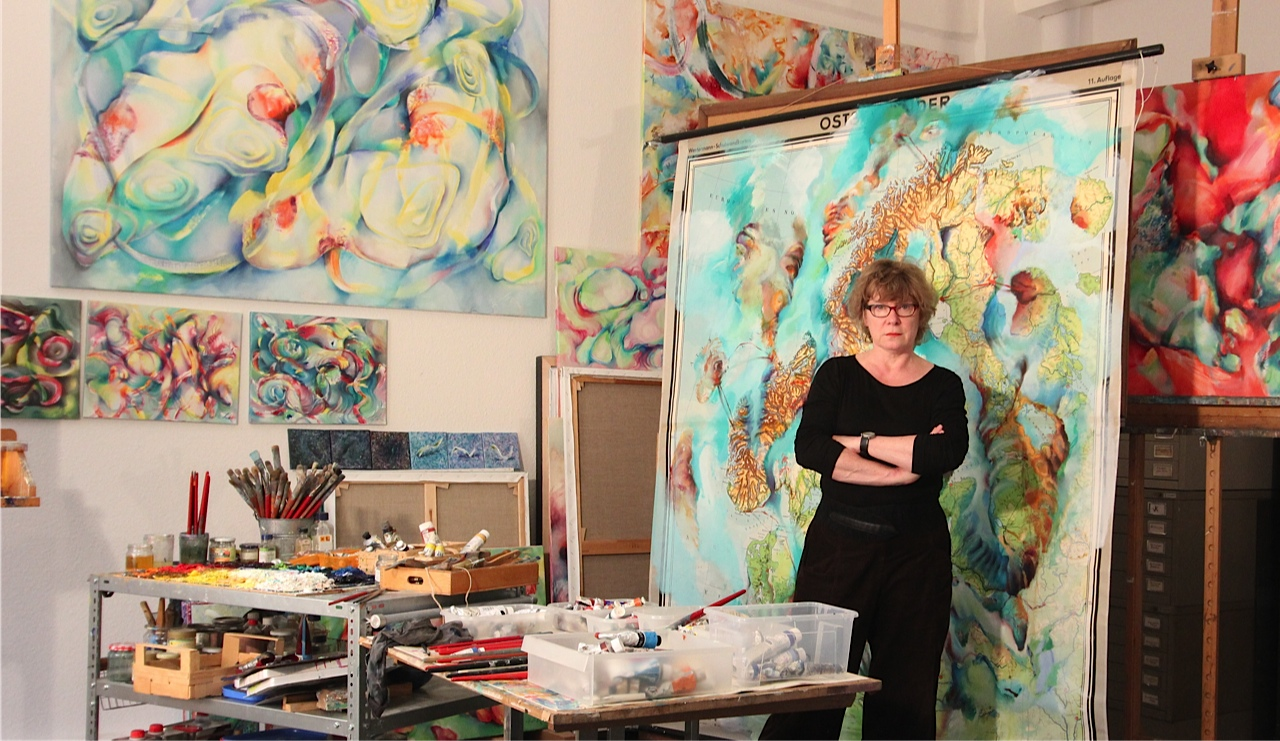
Sabine Schneider in ihrem Atelier

Sabine Schneider (* 10. März 1956 in Berlin-Kreuzberg) ist eine deutsche Malerin und Grafikerin. Ihre Werke werden international gezeigt.

## Leben
Von 1975 bis 1981 absolvierte Sabine Schneider ein Studium der Malerei an der Hochschule der Künste Berlin (HdK) bei Wolfgang Petrick mit dem Abschluss als Meisterschülerin; ab 1975 bis 1983 Studium Kunstpädagogik und Werken mit dem Abschluss Erstes Staatsexamen an der HdK Berlin. 
1979 war sie gemeinsam mit Michael Schulze Gründungsmitglied des „Atelier Kulmerstrasse“, einer Künstler-Selbsthilfegalerie. 
Neben ihrer freiberuflichen Arbeit als Malerin entwickelte sie in den 1980er Jahren den 1978 von dem Schauspieler Wolfgang Immenhausen und dem Autor Stefan Reisner gegründeten Hof Mutter Fourage weiter zu dem heute bekannten Kulturstandort mit der Kulturscheune und der Galerie Mutter Fourage. Unter dem Motto „Kunst und Ökologie“ etablierten sie einen Veranstaltungsort mit Konzerten, Theateraufführungen und Lesungen. Sabine Schneider engagierte sich im Rahmen der Ökologie-Bewegung für den Erhalt der ortstypischen Bebauung Wannsees und bei den ersten Initiativen für die Umwidmung der Liebermann-Villa am Wannsee zum Museum und zur Kulturstätte. Im Rahmen dieser Aktivität bietet sie Malkurse im Garten der Liebermann-Villa an, welche die Gartenmotive von Liebermann als Thema haben. 
Von 1992 bis 2005 war sie Lehrbeauftragte für Bildgestaltung an der Hochschule für Film und Fernsehen „Konrad Wolf“ in Potsdam-Babelsberg (HFF).
Im Anschluss war sie bis 2007 Lehrbeauftragte für Bildgestaltung und Kunstgeschichte an der Hochschule für Film und Fernsehen „Konrad Wolf“ in Potsdam-Babelsberg (HFF) in den Studiengängen Kamera, Regie, Animation und Szenografie.
Seit 2005 engagiert sich Sabine Schneider ehrenamtlich im Vorstand des Vereins Berliner Künstler (VBK) und ist seit 2007 dessen erste Vorsitzende. Sie ist die erste weibliche Vorsitzende des VBK, der seit 1990 Künstlerinnen aufnimmt. Im Rahmen ihrer Kulturarbeit innerhalb des VBK engagiert sie sich besonders für den internationalen Künstleraustausch und entwickelt seit 2012 als Projektleiterin im Arts Club Berlin im VBK das Diskursprogramm zu aktuellen Fragen der Kunst und Kunstproduktion. Sie ist über diesen Verein auch an den regelmäßig stattfindenden Ausstellungen beteiligt, wie z. B. 2011 an der Ausstellung CIS&TRANS.
Sabine Schneider ist mit dem Journalisten Günter Bannas verheiratet.

## Künstlerisches Werk
Beeinflusst durch den Kritischen Realisten und Lehrer im Studium von Sabine Schneider Wolfgang Petrick weisen ihre ersten Arbeiten vor allem auf eine gegenständliche Position. Sie thematisiert Zerstörung und Spuren katastrophaler Szenarien. 
In Weiterentwicklung der figürlichen, themenbezogenen Malerei und schließlich in Loslösung vom Gegenständlichen widmet sie sich zunehmend verschiedenen Aspekten der Abstraktion. In der Bilderserie Dancing Lines (2010) konzentriert sie sich auf den elementaren Ausdruck von Linie und Farbe. Ihre Werke sind dementsprechend von Farbe und Bewegung durchdrungen und offenbaren verschiedene Erscheinungsformen malerischer Empfindungen. Dabei ist die Bezugnahme auf chinesische Kalligrafie deutlich zu erkennen.
In ihrer derzeitigen Werkreihe Fiktive Welten visualisiert Sabine Schneider mit Hilfe der Übermalung von ausrangierten Schulkarten aus den 1970er und 1980er Jahren prekäre geographische, zivilisatorische und industrielle Bedingungen unserer Zeit. Ihr künstlerischer Zugang zu den Karten ist intuitiv und reflektorisch zugleich, da sie zum einen sich von der Ästhetik der Karte und zum anderen von aktuellen, globalen Problemfeldern inspirieren lässt. Auf diese Weise bezieht sie sich auf die Ressourcen verbrauchender Lebensweisen des Menschen und bringt gleichzeitig durch ihre künstlerischen Interventionen geopolitische Probleme zum Ausdruck. Ländergrenzen ändern sich, Krieg und Migration lassen Städte entstehen oder verschwinden, und Grenzüberschreitungen bilden sowohl neue Wege als auch neue Fronten. Um dies zu veranschaulichen, eliminiert Sabine Schneider die Grenzen symbolisierende rote Linien, oder lässt sie verändert durch das Bild mäandern.

## Ausstellungen und Beteiligungen (Auswahl)
- 1988: Berliner Künstler in Athen, Deutsch-Griechische Kunstwochen, Athen, Agia Paraskevi, Griechenland
- 2001: mit Birgit Knappe: Wege und Ströme, Galerie der GEDOK-Brandenburg, Rangsdorf, 14. Oktober bis 25. November 2001
- 2009: Farbfluss-Stream of Colour, Ausstellung in der Europäischen Kommission, Brüssel
- 2009: Deutschland erleben, Aserbaidschanische Staatsakademie der Künste (Azərbaycan Dövlət Rəssamlıq Akademiyası), Baku, Aserbaidschan
- 2009: Kiron Espace, Paris, Frankreich; Koop-Projekt mit Les génies de la Bastille[6]
- 2009: Signs and images / Zeichen und Bilder  / 德滋画廊, Nanjing, China
- 2010: Signs and images / Zeichen und Bilder Pavillon/Freundschaftsinsel (Künstleraustausch Tangshan)
- 2010: beRUF Künstlerin /// ein Paradigmenwechsel, Doppelausstellung Berlin – Bonn (Frauenmuseum (Bonn) vom 19. September – 11. November 2010, Alpha nova & galerie futura vom 11. – 29. Oktober 2010)
- 2011: Signs and images / Zeichen und Bilder als Deutsch-Chinesischer Künstler- und Kulturaustausch der Teehausgalerie Potsdam e. V. mit Zhejiang Vocational and Technical college, Hangzhou, China
- 2011: CIS&TRANS, Ausstellung im Verein Berliner Künstler
- 2013: Signs and images / Zeichen und Bilder DEZI Gallery, Beijing, China, und der Hebei Normal University for Nationalities, Chengde, China
- 2015: Horizonte – Horyzonty, Deutsch-polnische Kooperation, Akademie der Schönen Künste Danzig (Akademia Sztuk Pięknych w Gdańsku)/VBK Berlin
- 2015: MIA_BER: You Are Leaving the American Sector (Abkürzung für „Miami-Berlin“, Austauschprojekt mit dem Verein Berliner Künstler), ArtCenter South Florida, Miami, Vereinigte Staaten[7], kuratiert von Susan Caraballo[8]
- 2015: VON.BIS - 33 Jahre Malerei Sabine Schneider, Galerie Mutter Fourage
- 2016: Memory of the future, Modern Gallery - „Abba Khoushi“ Community Center, Haifa, Israel

## Arbeiten in Sammlungen (Auswahl)
- Axel Springer Verlag, Berlin
- Berlinische Galerie, Berlin
- AOK Brandenburg[9]

## Mitgliedschaften
- Verein Berliner Künstler (VBK): seit 2005 im Vorstand, seit 2007 1. Vorsitzende des VBK.
- Gemeinschaft der deutschen und österreichischen Künstlerinnen und Kunstförderer (GEDOK) Brandenburg e. V.
- Berufsverband Bildender Künstler Berlin
- Max Liebermann-Gesellschaft
- Gesellschaft für Deutsch-Chinesischen Künstler- und Kulturaustausch Teehausgalerie e. V.

## (Mit-)Herausgeberschaft
- Ein Wannsee-Bilderbuch. Zus. mit Theseus Bappert und Wolfgang Immenhausen. Mit Texten von Ulf Dammann. Edition Galerie Mutter Fourage, Berlin 1992, DNB 1045059889.